# 雄武共栄仮乗降場

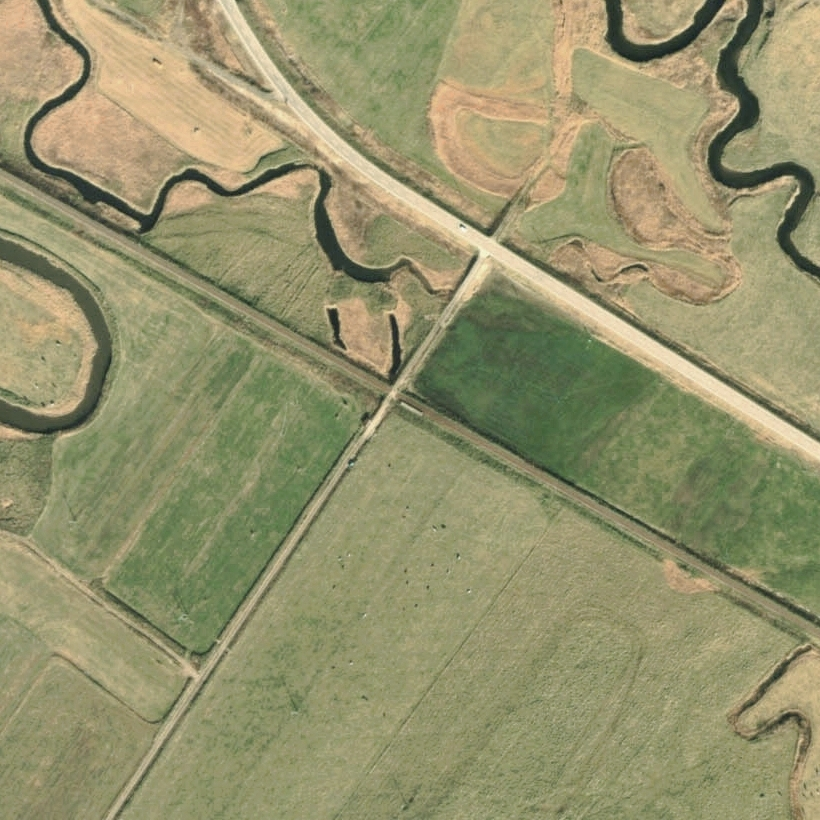
1978年の雄武共栄仮乗降場と周囲約500m範囲。左上が雄武方面。雄武川河口の牧草地帯にあり、共栄集落の中心からは800m程離れている。ホームから少し離れた道路脇に待合室の屋根が見える。

雄武共栄仮乗降場（おむきょうえいかりじょうこうじょう）は、北海道紋別郡雄武町字南雄武にあった日本国有鉄道興浜南線の仮乗降場（廃駅）である。興浜南線の廃線に伴い1985年（昭和60年）7月15日に廃駅となった。

## 歴史
- 1955年（昭和30年）12月25日 - 日本国有鉄道興浜南線の雄武共栄仮乗降場（局設定）として開業[1]。
- 1985年（昭和60年）7月15日 - 興浜南線の廃線に伴い廃止となる[1]。

### 駅名の由来
近隣の集落名「共栄」より。もともと「トーフツ」や「南雄武」と呼ばれていたが、「共に栄えようという部落の理想を地名にした」とされている。

## 駅構造
単式ホーム1面1線を有した。

## 駅周辺
- 北海道道49号美深雄武線
- 国道238号
- 雄武川 - 河口が近い[3]。
- 北紋バス「共栄入口」停留所

## 隣の駅
日本国有鉄道
興浜南線
栄丘駅 - 雄武共栄仮乗降場 - 雄武駅